# لیست امید در انتخابات شوراهای شهر و روستا (۱۳۹۶)
لیست امید: گام سوم فهرست اعلامی شورای عالی سیاستگذاری اصلاحطلبان برای انتخابات شوراهای شهر و روستا (۱۳۹۶) است.

نشان واره لیست امید

این لیست که زیر نظر محمدرضا عارف تهیه شده، ابتدا با انتقاداتی از سوی برخی از اصلاح طلبان روبه‌رو شد،
اما رئیس‌جمهور سابق ایران سید محمد خاتمی در پیامی به تاریخ ۲۵ اردیبهشت منتشر شد از فهرست امید حمایت کرد و از مردم تهران درخواست کرد به آن رای دهند.
رئیس جمهور اسبق ایران سید محمد خاتمی در پیامی به تاریخ ۲۵ اردیبهشت منتشر شد از فهرست امید حمایت کرد و از مردم تهران درخواست کرد به آن رای دهند: عبدالله مؤمنی از این لیست علناً حمایت و به نفع آن اعلام انصراف کرده‌است پس از پایان انتخابات، رسول منتجب نیا از تحت فشار قرار دادن سید محمد خاتمی در حمایت از لیست امید در انتخابات شوراهای شهر و روستا (۱۳۹۶) خبر داد و انتقاداتی به شورای عالی اصلاح طلبان وارد کرد. احمد حکیمی پور، دبیر کل حزب اراده ملت ایران نیز انتقادات شدیدی به این لیست وارد ‌کرد و گفت؛ از جریان اصلاحات بوی انحصار طلبی به مشام می‌رسد و خواستار شفاف سازی در بستن لیست شد.
همچنین بعد از انتشار لیست اولیه، مرتضی الویری جایگزین سید معروف صمدی نماینده سنی مذهب و سابق سنندج در مجلس شد.
همچنین لیست سه نفره حزب اعتماد ملی نیز مورد حمایت اصلاح طلبان قرار گفت.
پس از اعلام فهرست، انتقادهایی به آن در شبکه‌های اجتماعی به راه افتاد. از جمله به عدم حضور نام عبدالله مؤمنی، لیلا ارشد، یاشار سلطانی، ترانه یلدا که تأیید صلاحیت هم شده بودند، و وجود نام‌هایی ناآشنا.

## تهران
| محسن هاشمی رفسنجانی بهاره آروین علی اعطا شهربانو امانی سید ابراهیم امینی افشین حبیب زاده محمد جواد حق‌شناس | ناهید خداکرمی حسن خلیل‌آبادی حسن رسولی محمد سالاری زهرا نژاد بهرام مرتضی الویری محمد علیخانی | سید محمود میرلوحی مجید فراهانی زهرا صدراعظم نوری آرش میلانی الهام فخاری احمد مسجد جامعی حجت نظری |

## مشهد
| محمدرضا حیدری بتول گندمی حمیدرضا موحدی‌زاده شهناز رمارم احمد نوروزی | رمضانعلی فیضی امیر شهلا علیرضا شهریاری احسان اصولی صفار مجتبی بهاروند | سیدمسعود ریاضی محمد حاجیان شهری محمدحسین ودیعی سیدمحسن حسینی‌پویا محمدهادی مهدی‌نیا |

## کرج
| محمدحسین خلیلی اردکانی عباس زارع اکبر سلیم نژاد غدیر مهدوی کلیشمی مهدی حاجی قاسمی سارا دشت گرد حسین محمدی | منصور وحیدی احد رسولی محمد نبیونی رحیم خستو فریده بزنی بیرانوند محمد کاظم تفته |

## تبریز
- مسعود پزشکیان
- شکور اکبرنژاد
- سونیا اندیش
- محمدباقر بهشتی
- فرج قلی‌زاده
- موسی اشرفی
- غلامحسین مسعودی
- سعید نیکو خصلت
- کریم صادق زاده
- نصرت‌الله شاهدی
- عبدالله تقی پور
- زین الدین هریس نژاد
- محمد پورحسن
- محمدرضا خداوردی زاده

## قم
- احمد امینی
- محسن عابدینی پور
- علی محمد فراهانی
- فاطمه احمدی
- زهرا زارع بیدکی
- محبوبه شایانی فر
- قدرت‌الله باقری
- سید محمد مهدی غفوری
- سید محمد مصطفی حسینی کاشانی
- امین بشارتی
- عباس خرمی
- سید احمد وحیدی
- بیت الله کریمی

## رشت
- مازیار صیادی
- عبدالرضا ابراهیمی
- فرهام زاهد
- اسماعیل عبداللهی
- عبدالرضا بی آزار
- احمد رمضان پور نرگس
- اسماعیل حاجی پور
- حسن رجیون
- عماد ولی زاده
- محمد کهنسال
- بهزاد زاکری

## همدان
- سید افشین ابراهیمی
- حمید بادامی نجات
- حمید خاورزمینی
- سعید دینی
- مریم روان بخش
- مجید زرین دلاور
- رضون سلماسی
- علی فتحی
- جواد گیاه‌شناس
- ابراهیم مولوی
- اسدالله نقدی

## کرمان
رامین ارجمند کرمانی
  زهرا ایرانمنش
  علی بهرامی
  علی خدادادی
  محمدجواد کامیاب
  محمد فرشاد
  سید محمدرضا معین‌زاده میرحسینی
- محمدرضا نژاد حیدری
- محمد اسماعیلی رنجبر
- احمد حسن‌زاده (علی البدل)
- حمیده عرب‌نژاد (علی البدل)
- ذبیح‌الله اعظمی

## اردبیل
- بهنام بشیرپور
- بهمن آذروش
- فراز جامعی
- علیرضا پوستی
- یعقوب عزیززاده
- اکبر جعفری شاعیرلر
- ابراهیم عبدی
- زهرا قدیمی
- علیرضا غریبی
- رؤیا کنعانی سادات
- علیرضا سلیمانی

## قزوین
مهدی عبدالرزاقی
   منیره قوامی
  سعید دقیقی
   زهرا یوسفی
   مهدیه السادات قافله باشی
   حکمت اله داودی
- مجتبی جلیلوند
- محمد آقاعلیخانی
- مسلم بیدخام

## زنجان
- احمد نصیری
- امامعلی دادخواه
- سرور رحیما زنجانی
- علی تقیلو
- اکبر عزیزی
- حمید احمدی
- رسول مرادی جزء
- مرسل توکلی
- رسول محمدی

## سمنان[۱۴]
- سید مسعود سیادتی
- محمد همتی
- عباس آلبویه
- محمد زحمتکش

## گرگان
- غلامعلی اسلامی
- حمیدرضا بارچیان
- محمدتقی بسطامی
- احمد خواجه نژاد
- محمدرضا سبطی
- قاسم شاهرخی
- هاجر خاتون عامریان
- اسدلله کبیر
- امیر عبدالسلام مهیمنی